# Jarmila Beránková
Jarmila Beránková (15. května 1919 Kojetice - 29. ledna 2002 Praha) byla česká herečka.

## Život
Narodila se v Kojeticích. Postupně absolvovala zprvu školu obecnou, následně tzv. měšťanku, kde si poprvé zahrála divadlo u ochotníků. V dalším studiu pokračovala v Praze na gymnáziu, kde si všiml profesor Miroslav Böhnel jejího hereckého talentu. Doporučil ji svému příteli režiséru Janu Svitákovi a produkčnímu Janu Reiterovi a tímto započala její celoživotní herecká dráha. V roce 1933 debutovala ve filmu Řeka, v němž získala hlavní dívčí roli Pepičky Matukové. Film přinesl Beránkové mezinárodní popularitu a dostalo se ji výjimečného uvítání na premiéře filmu v Paříži, Vídni a Berlíně. Na základě těchto úspěchů dala přednost filmování před studiem medicíny a gymnázium opustila.
V letech 1939–1943 účinkovala jako divadelní herečka v Divadle Vlasty Buriana, v 50. letech v Alhambře a následně vystupovala v Pražské estrádě. Jarmila Beránková byla vdaná za podnikatele Jiřího Vrabce, se kterým měla syny Jiřího (1942–1988) a Petra (1945–1998). Výjimečně spolupracovala s rozhlasem a televizí a nejvíce byl využíván její hlasový projev v dabingu, v němž působila od jeho začátků.
Poslední léta svého života herečka dožila v naprostém ústraní, zemřela v důsledku ranění mrtvicí[nepřesný odkaz] koncem ledna roku 2002.

## Filmografie

### Film
- 1933 Řeka[1], role: Pepička Matuková
- 1934 Život vojenský – život veselý, role: Boženka Skálová
- 1935 Bezdětná, role: chůva Jarmilka
  - Koho jsem včera líbal?, role: panská u Popelků Růženka
  - Viktorka, role: Viktorka Mikešová (hraje a zpívá)
- 1936 Lojzička, role: sirotek Lojzička Strnadová
- 1938 Lucerna, role: Hanička
  - Jarka a Věra, role: Zdenička Opatovická, Věřina spolužačka
  - Zborov, role: Hanička Langrová, Jeníkova nevěsta
  - Hrdinové hranic, role: Anička, Roháčova neteř
  - Pán a sluha, role: sekretářka notáře Pazdery
  - Svět kde se žebrá, role: prodavačka v automatu
  - Slečna matinka, role: manekýnka Anča
- 1939 Fibichův poem, role: dívka
  - U svatého Matěje, role: Růža, Matějova dcera
  - Tulák Macoun, role: Zorka jako dospělá
  - Nevinná, role: komorná u paní Jarmily Marie
  - Srdce v celofánu, role: Jiřina, dcera hostinského
- 1940 Poslední Podskalák, role: Anička, dcera Kalinové
  - Peřeje, role: Prosperova schovanka Vilma
  - Prosím pane profesore!, role: Věra Skalská, snoubenka Ing. Šmolky
- 1941 Rukavička, role: komorná u paní Zejdové
- 1954 Nejlepší člověk, role: Kaněrová, řezníkova žena
- 1955 Anděl na horách, role: rekreantka
- 1958 Co řekne žena..., role: sousedka
- 1959 Slečna od vody, role: servírka
- 1960 Chlap jak hora, role: řidička
- 1964 Jak se kalí ocel, role: venkovanka
- 1971 Dívka na koštěti, role: učitelka
- 1975 Můj brácha má prima bráchu, role: uvaděčka
- 1976 Smrt na černo, role: bytná Roubalová
- 1979 Poprask na silnici E 4, role: Markova sousedka
- 1980 Jak napálit advokáta, role: provozní v motorestu
- 1982 Zelená vlna, role: Novotná
- 1985 Zastihla mě noc, role: jeptiška
- 1986 Není sirotek jako sirotek, role: penzistka

### Televize
- Hříšní lidé města pražského
- F. L. Věk
- Chalupáři
- Malý pitaval z velkého města

## Ocenění
- 1968 Pamětní medaile k 70. výročí československé kinematografie